# Anampses meleagrides
Anampses meleagrides är en fiskart som beskrevs av Valenciennes, 1840. Anampses meleagrides ingår i släktet Anampses och familjen läppfiskar. IUCN kategoriserar arten globalt som livskraftig. Inga underarter finns listade i Catalogue of Life.

## Bildgalleri

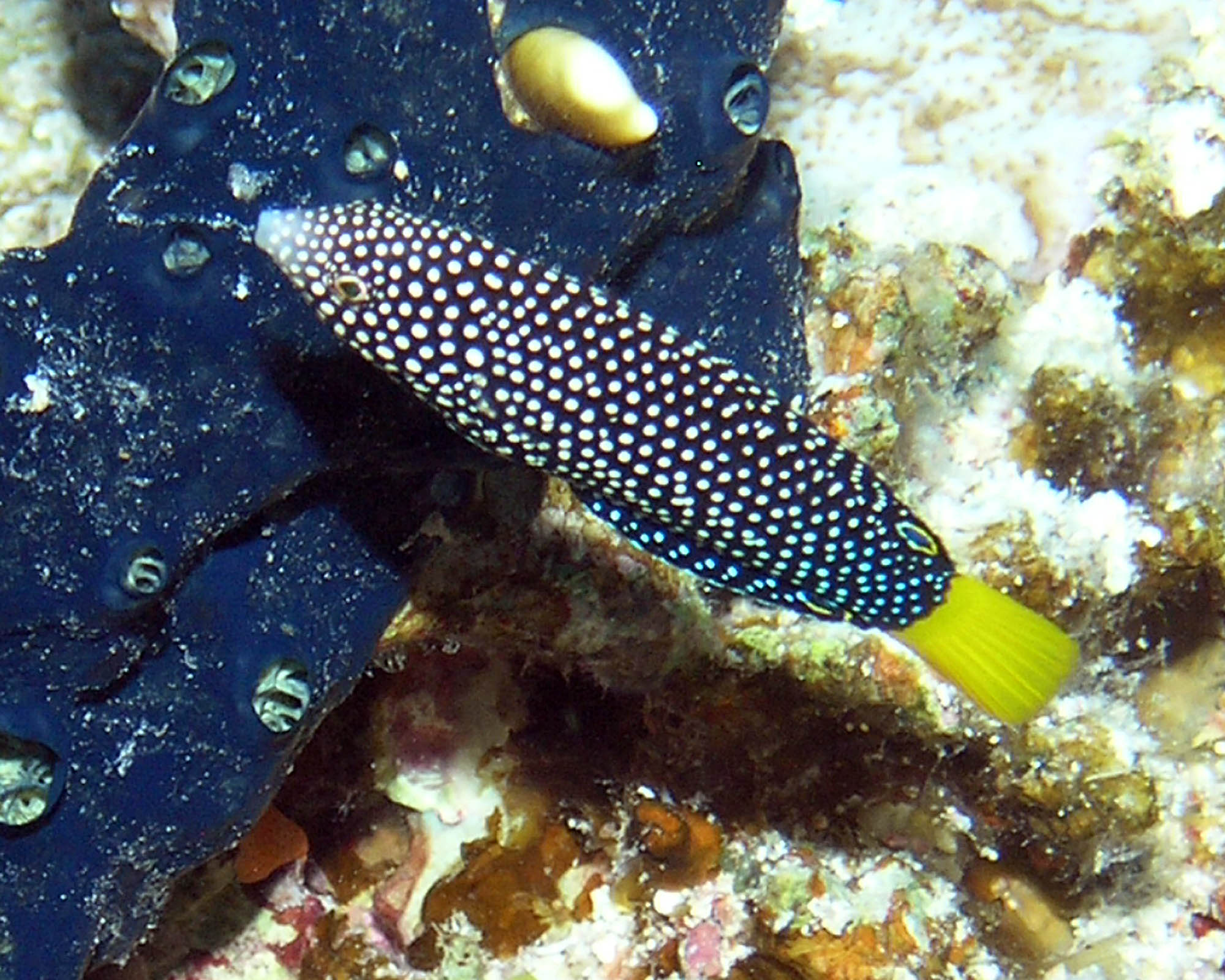